# Neolimnophila appalachicola
Neolimnophila appalachicola là một loài ruồi trong họ Limoniidae. Chúng phân bố ở miền Tân bắc.